# Ferran Kettler
Ferran Kettler (Mitau, 1 de novembre de 1655 - Danzig, 4 de maig de 1737) va ser el Duc de Curlàndia i Semigàlia entre 1730 i 1737. Ferran va ser el fill de Jacob Kettler de Curlàndia i Lluïsa Carlota de Brandenburg. El 1730 es va casar amb Joana Magdalena de Saxònia-Weissenfels.

## Biografia
Kettler va néixer al Palau de Jelgava l'1 de novembre de 1655. Entre 1658 i 1660, juntament amb la resta de la seva família, va ser presoner dels suecs a Riga i més endavant a Ivangorod.
Després de la mort del seu pare el 1682 el ducat va passar a les mans del seu germà gran Frederic Casimir. Mentrestant, Ferran es trobava servint a l'exèrcit polonès, on va assolir el rang de tinent general. Va participar en batalles en contra de l'Imperi Otomà. Després que Frederic Casimir morís el 1698, la seva vídua, juntament amb Ferran, es van convertir en tutors del més petit Frederic Guillem i van governar el ducat en el seu nom com a regents.
Quan va començar la Gran Guerra del Nord el 1700, Ferran Kettler va participar en batalles a la vora de Riga. Després de la seva derrota a la Batalla de Daugava es va escapar a Danzig, on va romandre fins a la seva mort. Durant l'ocupació sueca, el Consell del Ducat (landtag) va refusar reconèixer Ferran com a duc. Després de casar-se amb Anna de Rússia, el jove Frederic Guillem va morir. Així va ser que el següent candidat al tron de la casa reial de Kettler, Ferran, i això ho va obligar a tornar a Curlàndia, però no ho va fer en forma immediata. El ducat va ser governat per Anna de Rússia en qualitat de regent en aquest període.
L'any 1725 el Consell del Ducat va elegir a Maurice de Saxe com el nou duc. Tanmateix, es va veure obligat a deixar Curlàndia poc després d'haver assumit el poder a causa de problemes que va tenir amb l'administració imperial russa.
Ferran Kettler es va casar amb la jove Joana Magdalena de Saxònia-Weissenfels als seus 75 anys el 1730. Aquest mateix any Anna de Rússia es va convertir en tsarina de l'Imperi rus i el Consell del Ducat finalment va reconèixer Ferran com a duc.
El 1736 el rei August III de Polònia va oferir el tron de Curlàndia i Semigàlia a Ernst Johann von Biron secretament. Aquest últim era l'amant de la tsarina Anna i tenia una àmplia influència als assumptes d'estat.
Ferran Kettler va morir a Danzig el 4 de maig de 1737. No va tenir fills, per la qual cosa el Consell del Ducat va acabar escollint a Ernst Johann von Biron com el nou duc un mes després de la seva mort.